# 哈提
哈提（Hati），北歐神話中追逐月亮的狼，住在鐵森林里，而其兄弟斯库尔则是追逐太阳。最后太阳和月亮都会被他们追上而吞噬，另记载则说是太阳是被芬里尔吞噬，月亮被玛纳加尔姆吃。
名字的意思是「憎恨」，另外牠也被叫做「月亮獵犬」（Mánagarm，Moon Hound） ，這對兇狼都想吞噬日月，而當「諸神的黃昏」到來時，牠們就會成功的達成目標。一般認為哈提和斯庫爾的父親就是芬里爾（Fenrir），母親則是一個沒有被記載名字的女巨人。